# Pheugopedius coraya
Pheugopedius coraya là một loài chim trong họ Troglodytidae.